# Otaru, Hokkaidō
Otaru (小樽市 (Tiểu Tôn thị) Otaru-shi) là một thành phố thuộc tỉnh Hokkaidō, Nhật Bản.

## Đại học
- 小樽商科大学(Otaru University of Commerce)